# Essen (Oldenburg)
Essen község Németországban, Alsó-Szászországban, Cloppenburg járásban. Lakosainak száma 9083 fő (2023. december 31.).

## Földrajza
Essen Löningen, Lastrup, Cappeln, Menslage, Quakenbrück, Dinklage és Bakum községekkel határos.

### Városrészek
Addrup (298), Ahausen (144), Barlage (74), Bartmannsholte (242), Beverdiek (11), Bevern (714), Bokel (10), Brokstreek (447), Calhorn (168), Darrel (32), Essen-Ort (inkl. Ostendorfe) (4015), Felde (128), Gut Lage (32), Herbergen (181), Hülsenmoor (1300), Nordholte/Stadtholte (43), Osteressen (302), Sandloh (85), Uptloh (345) (zárójelben a népesség száma).

## Testvértelepülések
- Essen